# مرقد مرتضى الكاظم
مرقد مرتضى الكاظم أو مرقد السيّد مرتضى (بالفارسية: امامزاده سید مرتضى) هو إمام زاده ومسجد يقع في مدينة كاشمر بمحافظة خراسان الرضوية وهو مزار للشيعة الأثناعشرية كمقبرة منسوبة إلى أحد أبناء موسى الكاظم. يقع على بعد 5 كم شمالي المدينة و بالقرب من سفوح جبالها عبر طريق كاشمر - نيسابور. فهو إضافة إلى كونه معلماً دينياً، يعتبر مركزاً سياحياً ومتنزهًا نظراً للأجواء المعتدلة التي تسود تلك المنطقة الجبلية في فصل الصيف. وتم تسجيل هذا المرقد في 24 أكتوبر 1977 مع رقم تسجيل 1488 باعتباره أحد التراث الوطني الإيراني.

## عمارة
أنشئ المبنى الحالي على طراز العمارة الصفوية كإمام زاده على قمة التلال التاريخية ويفتح بابه الرئيسي على الميزانين الجنوبي والشرفة ذات المرايا الفارسية، ويمكن رؤية قبة كبيرة بين أكاليل طويلة من البلاط الأزرق السماوي، له قبة مزخرفة بأسماء الله، وتعتبر مقصدًا سياحيًا دينيًا ومسجدًا ومزارًا للشيعة الأثناعشرية، شأنه شأن مرقد حمزة الكاظم.